# Експериментална музика
Експериментална музика је општа ознака за сваку музику која помера постојеће границе и жанровске дефиниције. Експериментална композициона пракса је широко дефинисана истраживачким сензибилитетом који се радикално супротставља и доводи у питање институционализоване композиционе, извођачке и естетске конвенције у музици. Елементи експерименталне музике обухватају неодређену музику, у којој композитор уноси елементе случајности или непредвидивости у погледу композиције или њеног извођења. Уметници такође могу приступити хибриду различитих стилова или укључити неортодоксне и јединствене елементе.